# ماكسيم فولكوف (لاعب هوكي الجليد)
ماكسيم فولكوف هو لاعب هوكي الجليد كازاخستاني، ولد في 16 يناير 1985 في قراغندي في كازاخستان.

## وصلات خارجية
- ماكسيم فولكوف على موقع EliteProspects.com (الإنجليزية)